# Leadgenerierung
Leadgenerierung (Interessentengewinnung) ist ein Begriff aus dem Marketing. Ein Lead ist ein qualifizierter Kontakt mit einem Interessenten, der sich zum einen für ein Unternehmen oder ein Produkt interessiert und der zum anderen dem Werbungtreibenden seine Adressdaten (Lead = Datensatz) für einen weiteren Dialogaufbau überlässt und daher mit hoher Wahrscheinlichkeit zum Kunden wird. Leads in hoher Datenqualität zu generieren ist eine fundamentale Aufgabe zur Neukundengewinnung, einem der wichtigsten Ziele von Unternehmen. Um eigene Interessenten-Datenbanken in signifikanter Größe aufzubauen, nutzen immer mehr Unternehmen den Weg der Leadgenerierung.
Adressdaten potenzieller Interessenten lassen sich online wie offline zielgruppengenau generieren.

## Herkunft und Geschichte
Der moderne Begriff der Leadgenerierung ist aus dem Direktmarketing entstanden. Die Ursprünge des Direktmarketings gehen auf Unternehmen zurück, die nach dem Ersten Weltkrieg ihre Produkte über den Postweg vertrieben, also Versandhandelshäuser wie Eduscho und Quelle. Seit den 1980er Jahren hat aber auch bei anderen Unternehmen die durch den Wettbewerbsdruck zunehmende Kundenorientierung zu einer stärkeren Hinwendung zum Direktmarketing geführt.
Damit werbetreibende Unternehmen ihre Zielgruppen mit vertretbarem ökonomischen Aufwand erreichen, brauchen sie ein professionelles Direktmarketing. Die Erfahrung hat gezeigt, dass sich durch die direkte Ansprache beinahe jedes Medium als Verkaufsmedium nutzen lässt, zum Beispiel über Coupons, telefonische Rückrufe oder Bestellungen per Fax. Über diesen direkten Kundenkontakt erhöhen sich die Chancen für einen Langzeit-Dialog.
Die Generierung von Leads ist darüber hinaus auch für das B2B-Marketing von zentraler Bedeutung. Die Medien, die zur Ansprache potenzieller Kunden genutzt werden, entsprechen größtenteils denen im Direktmarketing. Allerdings spielen im B2B-Bereich Messen eine wichtigere Rolle als Vor-Ort-Marketinginstrument.

## Strategien der Leadgenerierung
Folgende Maßnahmen werden insbesondere im klassischen Direktmarketing zur Leadgenerierung ergriffen:

### Offline-Maßnahmen
- Coupon-Anzeigen (Couponing)
- Anzeige mit telefonischem Beratungsangebot
- Anzeige mit aufgeklebter Bestellkarte
- Mailing, mit Info-Karte zur Anforderung weiterer Informationen

Ist das Interesse des potenziellen Kunden geweckt, trägt dieser seine vom Werbungtreibenden gewünschten Kontaktdaten in vorgegebene Felder des verwendeten Mediums ein und leitet dieses an den Werbungtreibenden zurück. Der Werbungtreibende erhält also nun einen Lead.

### Online-Maßnahmen
Online können sehr vielfältige Werbemittel (Werbebanner, Newsletter, Textlinks etc.) in so gut wie allen verfügbaren Auslieferungskanälen (klassische Websites, E-Mail, Social Networks, Suchmaschinen etc.) zur Leadgenerierung eingesetzt werden. In diesen Werbemitteln finden sich die Incentives (Gewinnspiele, Coupons, Produktproben etc. – oft Freebie genannt). Klickt der User darauf, wird er zu der sogenannten Landingpage der Lead-Werbekampagne weitergeleitet, wo er seine Daten über vorher festgelegte Datenfelder eingeben kann und sein Einverständnis dafür gibt, dass diese vom Werbungtreibenden gespeichert werden dürfen (Webformulare mit der ausdrücklichen Zustimmung für Werbemaßnahmen).

### Traffic-Analyse
Im Rahmen von Online-Leadgenerierung und -Leadmanagement werden eine Reihe von Web-Analytics-Tools und Dienstleistungen angeboten. So gibt es beispielsweise die Möglichkeit, mithilfe von codierten Links das Verhalten des Leads auf der entsprechenden Website zu beobachten und so Rückschlüsse auf dessen Interessen zu erhalten. Der Abgleich der Besucher-IPs des Anbieterportals mit Datenbanken kann besuchende Unternehmen identifizieren und so zur Leadgenerierung beitragen. Auch das Social Media Monitoring ist eine Disziplin der Leadgenerierung.

### Content-Generierung
Eine weitere Möglichkeit der Leadgenerierung besteht darin, hochwertige Inhalte für eine besondere Zielgruppe zu erstellen. Dabei kann es sich zum Beispiel um ein Whitepaper, einen Leitfaden oder eine Checkliste handeln. Diese sind jedoch nicht frei zugänglich. Interessenten müssen dafür ihre Kontaktdaten angeben. Oft erhalten die User den Zugriff auf den gewünschten Inhalt erst nach einem Double-Opt-in-Verfahren. Darüber hinaus wird der Interessent dazu animiert, den Newsletter zu abonnieren. Teilweise werden Leads, die sich für derartige Inhalte interessieren, auch telefonisch nachgegangen, um ihnen das Produkt schmackhaft zu machen. Der Vorteil eines solchen Vorgehens besteht darin, dass es relativ leicht und kostengünstig möglich ist, Leads einer bestimmten Zielgruppe zu gewinnen. Denn nur die, für die die Inhalte wirklich interessant sind, werden ihre Kontaktdaten freiwillig angeben. Auf der anderen Seite kann das Vorgehen Interessenten auch abschrecken, die viel Wert auf Datenschutz legen oder Spam fürchten. Darüber hinaus ist es möglich, dass falsche Informationen angegeben werden, um die Inhalte lesen zu können.

### Leadgenerierung im B2B-Bereich
Auch im B2B-Marketing werden die oben aufgeführten Maßnahmen ergriffen, um Leads zu generieren. Im Unterschied zum Direktmarketing geht es hier nicht darum, einen umgehenden Verkaufserfolg zu erzielen, sondern Interessenten durch zielgerichtete Inhalte zu Leads zu entwickeln, die dann an den Vertrieb weitergegeben werden. Ein bedeutendes Marketing-Instrument zur Leadgenerierung im B2B-Marketing sind Messen. Der persönliche Kontakt und die Möglichkeit zum Netzwerken werden von Ausstellern im B2B-Bereich besonders hoch geschätzt. Um Unternehmen und potenzielle Kunden vor Ort erfolgreich zusammenzubringen, muss im Vorfeld der Messe eine gut geplante Content-Strategie umgesetzt werden. Entsprechend der Grundannahme, dass Interessenten im Vorfeld einer Messe bereits geeignete Lösungen für ihr Anliegen recherchieren, werden informative Inhalte (etwa in Form von Pressemitteilungen, Blogbeiträgen, Whitepapern, Gratistools) bereitgestellt, die frei von offensiven Werbebotschaften sind und über ihren Nutzwert eine positive Verbindung zum Anbieter schaffen sollen. Die Leadgenerierung auf der Messe erfolgt dann durch das persönliche Gespräch zwischen Interessent und ausstellendem Unternehmen und den Austausch von Kontaktdaten, die an die Vertriebsabteilung übergeben werden.

### Leadgenerierung durch Adresskauf
Eine weitere gängige Form der Leadgenerierung ist der Erwerb von Adressdaten nach bestimmten Kriterien wie zum Beispiel Branche, Umsatz und Unternehmensgröße im B2B-Bereich. Diese können im Rahmen des Adresshandels von Adresshändlern erworben werden. Hierbei wird in der Regel zwischen B2B und B2C-Adressen unterschieden. Je nach Segment stehen dann auch unterschiedliche Selektionsvektoren zur Verfügung, welche es ermöglichen direkt passende Leads zu erwerben.

### Leaderfassung
Sämtliche Maßnahmen, die zur Gewinnung von kontaktbereiten Interessenten notwendig sind, kosten enorm viel Zeit. Umso wichtiger ist es, die Erfassung der Leads so effizient und schnell wie möglich zu gestalten. Inzwischen gibt es eine große Auswahl an Tools und Apps, welche die Dokumentation von Kontaktdaten erleichtern. Diese Tools ermöglichen das schnelle Digitalisieren von Kontakten aus Visitenkarten, die direkte Weitergabe bzw. Weiterverarbeitung von Daten, die das unternehmensinterne Kontaktmanagement um ein Vielfaches vereinfachen und beschleunigen. Bei der Leaderfassung über eine App, können beispielsweise
- Visitenkarten per Smartphone (Scan) eingelesen und direkt in digitale Datensätze umgewandelt werden.
- Ergänzende Notizen zu den jeweiligen Kontakten hinzugefügt werden.
- Direkte E-Mails oder Nachrichten inklusive Dokumente an neue Kontakte versendet werden.
- Gesprächsleitfäden und Lead-Fragebögen erstellt und eingesetzt werden.

#### Digitales Leadmanagement
Neben der automatisierten Verarbeitung von Kontaktdaten ermöglicht der Einsatz entsprechender Tools und Apps weitere Vorteile:
- der zeitgemäße Auftritt mit einem Smartphone oder Tablet sorgt für einen professionellen Eindruck
- der im Vorfeld erstellte Leitfaden oder Fragebogen unterstützt ein strukturiertes und zielführendes Kundengespräch
- es gehen keine wichtigen Informationen mehr verloren durch die direkte digitale Erfassung der Kontaktdaten
- die Zeitersparnis für das aufwändige Übertragen händisch aufgenommener Kontaktdaten und Anfragen im Nachgang ist enorm und steht damit auch in Verbindung zur Kostenminimierung

## Qualität der generierten Leads
Die Qualität der generierten Leads wird von folgenden Faktoren bestimmt: Korrektheit, Aktualität, die freiwillige, bewusste Überlassung der Daten durch den (potentiellen) Kunden und das echte Interesse des Kunden am betreffenden Produkt oder Unternehmen.
Nicht alle Leads sind qualitativ gleich hochwertig. So gibt es beispielsweise die sogenannten „Cold Leads“ und die „Warm Leads“. Bei den „Cold Leads“ handelt es sich um Leads, bei denen Daten eingegeben wurden, um einen Zweck zu erreichen, beispielsweise, um ein E-Book herunterladen zu können. Am Herausgeber oder dessen Produkten und Services besteht kein Interesse. Die sogenannten „Warm Leads“ sind die hochwertigeren Leads, bei denen ein eigenständiges Interesse am Service oder am Produkt einer Firma besteht. Beim „Warm Lead“ wurden die Daten freiwillig eingegeben, ohne eine Belohnung – wie beim Cold Lead – dafür zu erhalten.
Um eine hohe Qualität der generierten Leads sicherzustellen, bedarf es im Rahmen der Leadgenerierung oft der Bewertung und Qualifizierung der Leads. Ziel für die meisten Werbungtreibenden ist es, Leads in hoher Qualität zu generieren.
Ist keine hohe Qualität gegeben, wird der Kundendialog erschwert und kann dadurch nicht langfristig oder nachhaltig geführt werden. Für Unternehmen ist es meist mit großem (zeitlichen und finanziellen) Aufwand und Kosten verbunden, unkorrekte oder gar erfundene Datensätze zu identifizieren und auszusortieren.
Außerdem entsteht die Gefahr, dass Verbraucher sich vom jeweiligen Unternehmen belästigt fühlen könnten, wenn diese ihnen ohne ihr konkretes Einverständnis Werbung schicken oder ihre Daten nutzen. Dies kann zu Reaktanz bei den Verbrauchern und Rufschädigung des Unternehmens führen.
Eine hohe Qualität von generierten Leads kann durch verschiedene Maßnahmen erreicht werden. Diese sind gerade in der Online-Leadgenerierung einfach zu realisieren, weil hier die Datensätze von Anfang an in digitaler Form vorliegen und so vereinfacht automatisch überprüft werden können. Die online gewonnenen Leads können beliebig viele Validierungsstufen erfahren und dabei nicht nur automatisch, sondern auch manuell auf Richtigkeit überprüft werden. Einige Beispiele für solche Validierungsstufen sind u. a.:
- Sicherstellung des Einverständnisses der Verbraucher zur Weiterverwendung ihrer Daten (z. B. durch Double-Opt-in-Verfahren)
- Automatische Checks der generierten Datensätze, z. B. auf offensichtlich erfundene Informationen (z. B. Mickey Mouse als Name), Doppelnennungen sowie die Überprüfung der Validität bzw. Plausibilität der eingegebenen Adressdaten durch Abgleich der Land-Postleitzahl-Ort-Straßen-Kombination mit Adressdatenbanken (z. B. gibt es in Deutschland nur fünfstellige Postleitzahlen und keine Stadt, die New York heißt)
- Automatisierte Überprüfung der gespeicherten Telefonnummern durch sehr kurze Anrufversuche (Tel-Ping), um ungültige Nummern zu erkennen
- Prüfung durch menschliche Sichtung (z. B. auf Tippfehler)
- Zusätzliche telefonische Kontaktaufnahme durch ein Callcenter, um sicherzugehen, ob wirklich Interesse beim User besteht, und z. B. bei einem Incentive wie einem „Probetraining im Fitness Center“ zur Termin-Absprache

## Verwendung der generierten Leads
Unternehmen generieren Leads zu verschiedenen Zwecken, z. B.
- zum Auf- und Ausbau einer Kundendatenbank
- zur Anbahnung und Ausbau eines Kundendialogs im Rahmen ihres Dialogmarketings, d. h., um die potentiellen Kunden anschließend per Telefon zu kontaktieren, ihnen ihren Newsletter zuzuschicken, o. ä.
- Zusätzlich können Unternehmen mit Kampagnen zur Leadgenerierung ein positives Image beim Verbraucher aufbauen sowie die Entwicklung von Markenbewusstsein (sog. Branding) vorantreiben. Das kann als positive Begleiterscheinung solcher Kampagnen bezeichnet werden, denn diese Effekte treten auf, sobald der Verbraucher die Werbemittel wahrnimmt, selbst wenn er seine Daten nicht weitergibt.

Als Endresultat sollen durch das geweckte und geförderte Kundeninteresse die Abverkäufe eines Unternehmens gesteigert werden.

## Datenschutz
Bei der Generierung der Kundendaten müssen Unternehmen sämtliche (u. a. datenschutzrechtlichen) Anforderungen des sogenannten Permission-Marketings in Deutschland erfüllen. Die Datenerfassungsmethoden müssen transparent sein und die Verbraucher geben ihr ausdrückliches Einverständnis, bevor sie in irgendeiner Form kontaktiert werden dürfen. Sämtliche Informationen müssen die Verbraucher freiwillig zur Verfügung stellen. Ein sinnvolles und datenschutzkonformes Verfahren hierzu ist das Double-Opt-in-Verfahren, das auch bei der Versendung von Newslettern angewendet wird.
Werden personenbezogene Daten wie im B2B-Bereich üblich persönlich per Visitenkarte auf Messen übergeben, regelt die EU-Datenschutz-Grundverordnung (DSGVO), inwiefern diese genutzt und verarbeitet werden dürfen. Demnach kann bei der bloßen Übergabe einer Visitenkarte von der Einwilligung zur Erfassung der Daten ohne zusätzliche Zustimmungserklärung ausgegangen werden. Eine elektronische Verarbeitung ohne Zustimmung ist jedoch grundsätzlich nicht zulässig. In diesem Fall muss das datenerhebende Unternehmen seiner Informationspflicht nachkommen und den Kontakt über die Speicherung seiner Daten, die unternehmenseigenen Datenschutzrichtlinien sowie über das Widerspruchsrecht des Kontakts in Kenntnis setzen. Für das Versenden von Newslettern wird auch hier eine ausdrückliche Werbeeinwilligung benötigt.
Auch bei der Verwendung von modernen Tools zur Leaderfassung, muss dringend auf die Datenschutz-Grundverordnung geachtet werden. Zur Kontaktaufnahme mit neuen Interessenten wird unbedingt die ausdrückliche Zustimmung der Kontakte benötigt. Viele Lead-Management-Apps bieten für die Einwilligungserklärung eine entsprechende Funktionalität, was zugleich auf die Professionalität und Qualität der jeweiligen App hindeutet.

## Weitere Arten von Leads
In der Praxis wird der Begriff Lead weiter gefasst verwendet. Die gängigsten Klassifikationen von Leads sind:
- Marketing Qualified Leads (MQLs): Bei MQLs handelt es sich um Personen, die Interesse an Ihrem Unternehmen gezeigt haben, aber noch nicht bereit sind, von Ihrem Vertriebsteam kontaktiert zu werden.
- Sales Qualified Leads (SQLs):  Bei SQLs handelt es sich um Personen, die Interesse an Ihrem Unternehmen gezeigt haben und als potenzielle Kunden identifiziert wurden.
- Product Qualified Leads (PQLs): Bei PQLs handelt es sich um Personen, die Ihr Produkt oder Ihre Dienstleistung bereits genutzt haben und Interesse an einem Upgrade oder einem Kauf gezeigt haben.
- Service Qualified Leads (SQLs): SQLs sind Personen, die Interesse an Ihrem Kundenservice oder Ihrer Unterstützung gezeigt haben.
- Affiliate- oder Partner-Leads: Affiliate- oder Partner-Leads sind Personen, die durch die Zusammenarbeit mit anderen Unternehmen oder Influencern auf Ihre Website gekommen sind.

Aber auch Bestandskunden können durchaus als Leads bezeichnet werden. So werden beispielsweise auch durch Data Mining generierte Hinweise auf bestehende Kunden mit Potenzial für „Cross Selling“ als Leads bezeichnet. Ebenso werden Kunden mit einer analytisch erkannten erhöhten Kündigungswahrscheinlichkeit „Churn Leads“ genannt.